# Gamla Berget
Gamla Berget är en stadsdel i Falun väster om stadens centrum, nedanför stadsdelen Håbergshage. Gamla Berget består huvudsakligen av villabebyggelse. Det fanns en förskola i området, men den blev nedlagd och tomten blev uppköpt. Gamla berget är en del av världsarvet falun.